# 陸卬
陸 卬（りく ごう、生没年不詳）は、東魏から北斉にかけての文人。字は雲駒。本貫は河南郡洛陽県。

## 経歴
陸子彰と上庸公主（咸陽王元禧の娘）のあいだの子として生まれた。若くして聡明で、容姿が美しく、学問を好んで、広く群書を読んだ。文章を得意として、邢卲の賞賛を受けた。員外散騎侍郎を初任とし、高澄の下で大将軍主簿をつとめた。中書舎人・中書侍郎となり、太子洗馬を兼ねた。東魏が南朝梁と通交するようになると、陸卬は使者を接待する宴席に列して詩を賦し、必ず最初に完成させてみせた。
中書侍郎に任じられ、修国史をつとめた。父が死去すると辞職し、喪に服して骨の立つまで痩せこけた。弟たちとともに墓のそばに廬を立てて住み、土を背負って墳墓を作ると、朝廷に孝行を賞賛されて、住所の名を孝終里と改められた。服喪を終えると、父の爵位を嗣ぐべきであったが、受けなかった。
北斉の天保初年、常山王高演の推薦を受けて、給事黄門侍郎の位を受け、吏部郎中に転じた。上洛王高思宗が清都尹となると、陸卬は召されて邑中正となり、貝丘県を食邑とした。母が死去すると、喪に服して憔悴はなはだしく、病の床についた。五弟の陸摶の病死の報告を聞くと、悲痛のあまり息絶えた。享年は48。衛将軍・青州刺史の位を追贈された。諡は文といった。著作の文章14巻が残され、当時の世間に通行した。
子に陸乂があり、始平侯の爵位を嗣いだ。

## 伝記資料
- 『北斉書』巻35 列伝第27
- 『北史』巻28 列伝第16